# Население Уоллиса и Футуны
Эта статья о демографических особенностях населения в Уоллисе и Футуне, в том числе плотности населения, этнической принадлежности, уровне образования, здоровье населения, экономическом статусе, религиозной принадлежности и других аспектов населения.

## Демографическая статистика CIA World Factbook
Следующие демографические статистические данные взяты из Всемирной книги фактов ЦРУ.
Возрастная структура Уоллиса и Футуны
 0–14 лет (21 %) 15–24 лет (15 %) 25–54 лет (43 %) 55–64 года (10 %) 65 лет и старше (11 %)

### Население
15 854 человека

### Возрастная структура
- 0—14 лет: 20,58 % (1702 мужчины/1561 женщина)
- 15—24 лет: 14,72 % (1238 мужчин/1095 женщин)
- 25—54 лет: 43,55 % (3529 мужчин/3376 женщин)
- 55—64 года: 9,92 % (742 мужчины/830 женщин)
- 65 лет и старше: 11,23 % (856 мужчин/925 женщин)

### Темпы роста населения
0,28 %

### Уровень рождаемости
12,7 рождений/1000 населения

### Смертность
5,7 смертей/1000 населения

### Чистая скорость миграции
−4,3 мигранта(ов)/1000 населения

### Уровень младенческой смертности
- Мужчины: 4,4 смерти/1000 живорождений
- Женщины: 3,9 смерти/1000 живорождений

Итого: 4,2 смерти/1000 живорождений

### Ожидаемая продолжительность жизни при рождении
- Мужчины: 77,2 года
- Женщины: 83,4 года (оценка на 2020 г.)

Общая продолжительность жизни населения: 80,2 года

### Общий коэффициент фертильности
1,71 ребенка на женщину

### Национальность
Уоллисцы, Футунанцы; [гражданство] жители Уоллиса и Футуны.

### Этнические группы
Полинезийцы

### Религии
- Католицизм: 99 %
- Другое: 1 %

### Языки
- Уоллисский (коренной полинезийский язык): 58,9 %
- Восточный футуна: 30,1 %
- Французский: 10,8 %.
- Другие: 0,2 %